# Communauté de communes d'Yères et Plateaux
La communauté de communes d'Yères et Plateaux (CCYP) est une ancienne communauté de communes française, située dans le département du Seine-Maritime et la région Normandie.

## Historique
La communauté de communes a été créée par arrêté préfectoral du 26 décembre 2002 et a commencé à fonctionner le 1er janvier 2003.
Dans le cadre de l'approfondissement de la coopération intercommunale prévu par la loi portant nouvelle organisation territoriale de la République (Loi NOTRe) du 7 août 2015, le projet de schéma départemental de coopération intercommunale présenté par le préfet de Seine-Maritime le 2 octobre 2015 prévoit la fusion des « communautés de communes d’Yères et Plateaux (7 801 habitants), Bresle Maritime (32 542 habitants), de Blangy-sur-Bresle (14 702 habitants) et du canton d’Aumale (7 073 habitants) ». Cette fusion est rejetée par la plupart des intercommunalités concernées, qui proposent d'autres fusions,,, le conseil communautaire de Yères et Plateaux étant particulièrement divisé sur les territoires avec lesquels il a le plus intérêt à s'unir,.
La communauté de communes a été dissoute le 31 décembre 2016 et partagée entre deux EPCI :
- 6 communes (Saint-Martin-le-Gaillard, Canehan, Touffreville-sur-Eu, Cuverville-sur-Yères, Sept-Meules et Villy-sur-Yères) ont rejoint la communauté de communes des Monts et Vallées pour former la communauté de communes des Falaises du Talou,
- 7 communes (Criel-sur-Mer, Saint-Pierre-en-Val, Saint-Rémy-Boscrocourt, Monchy-sur-Eu, Le Mesnil-Réaume, Melleville et Baromesnil) ont adhéré à la communauté de communes des Villes Sœurs.

## Territoire communautaire

### Composition
L'intercommunalité est composée de 13 communes, regroupant – en 2012 – 7 959 habitants, qui constituent sa population légale. Celle-ci a cru de 8,76 % entre 1999 et 2015. Les communes regroupées sont  :
| Nom                      | Code Insee | Gentilé              | Superficie (km2) | Population (dernière pop. légale) | Densité (hab./km2) |
| ------------------------ | ---------- | -------------------- | ---------------- | --------------------------------- | ------------------ |
| Criel-sur-Mer (siège)    | 76192      | Crielois             | 21,12            | 2 729 (2014)                      | 129                |
| Saint-Pierre-en-Val      | 76638      | Saint-Pierre-Vallais | 7,73             | 1 114 (2014)                      | 144                |
| Saint-Rémy-Boscrocourt   | 76644      | Rémois               | 8,37             | 797 (2014)                        | 95                 |
| Monchy-sur-Eu            | 76442      | Monchois             | 8,99             | 590 (2014)                        | 66                 |
| Le Mesnil-Réaume         | 76435      | Mesnillais           | 5,55             | 741 (2014)                        | 134                |
| Saint-Martin-le-Gaillard | 76619      | Saint-Martinais      | 17,80            | 293 (2014)                        | 16                 |
| Canehan                  | 76155      | Canehanais           | 6,18             | 342 (2014)                        | 55                 |
| Melleville               | 76422      | Mellevillois         | 9,09             | 264 (2014)                        | 29                 |
| Baromesnil               | 76058      | Baromesnilois        | 7,98             | 237 (2014)                        | 30                 |
| Touffreville-sur-Eu      | 76703      |                      | 5,69             | 204 (2014)                        | 36                 |
| Cuverville-sur-Yères     | 76207      | Cuvervillais         | 11,06            | 205 (2014)                        | 19                 |
| Sept-Meules              | 76671      | Sept-Meulois         | 8,22             | 175 (2014)                        | 21                 |
| Villy-sur-Yères          | 76745      | Villois              | 8,34             | 197 (2014)                        | 24                 |

## Organisation

### Siège
Le siège de l'intercommunalité est à Criel-sur-Mer, Place du Général de Gaulle.

### Élus
La communauté de communes est administrée par son Conseil communautaire, composé, pour la mandature 2014-2020, de 32 conseillers municipaux représentant chacune des communes membres, répartis à raison de ;

- 7 délégués pour Criel-sur-Mer ;

- 3 délégués pour Saint-Pierre-en-Val ;

- 2 délégués pour les autres communes.
Le conseil communautaire du 15 avril 2014 a élu son nouveau président, Martial Fromentin, maire de Saint-Martin-le-Gaillard, ainsi que ses cinq vice-présidents, qui sont : 
1. Didier Régnier (Saint-Rémy-Boscrocourt) ;
2. Alain Trouessin (Criel-sur-Mer) ;
3. Daniel Roche (Saint-Pierre-en-Val) ;
4. Bruno Saintyves (Mesnil-Réaume) ;
5. Bruno Houlé (Sept-Meules).

Le bureau de l'intercommunalité pour la mandature 2014-2020 est constitué du président, des vice-présidents et des maires des autres communes, soit Daniel Tellier (Baromesnil), Dominique Declercq (Canehan), Denis Maret (Cuverville-sur-Yères), Agnès Jouin (Melleville), Christian Coulombel (Monchy-sur-Eu), Daniel Leconte (Touffreville-sur-Eu), Christiane Hallier (Villy-sur-Yères),.

### Liste des présidents
| Période | Période                       | Identité          | Étiquette | Qualité                           |
| ------- | ----------------------------- | ----------------- | --------- | --------------------------------- |
| 2003    | 2008                          | Jacques Langlois  |           | Maire de Cuverville-sur-Yères     |
| 2008    | 2014                          | Daniel Roche      |           | Maire de Saint-Pierre-en-Val      |
| 2014    | En cours (au 4 novembre 2015) | Martial Fromentin |           | Maire de Saint-Martin-le-Gaillard |

### Compétences
L'intercommunalité exerce les compétences qui lui sont transférées par les communes membres, dans les conditions définies par le code général des collectivités territoriales.

### Régime fiscal et budget
L'intercommunalité est financée par une fiscalité additionnelle aux impôts locaux des communes, sans FPZ (fiscalité professionnelle de zone) et sans FPE (fiscalité professionnelle sur les éoliennes).